# خطرناک‌ترین مرد جهان
خطرناک‌ترین مرد جهان (عربی: أخطر رجل فى العالم) فیلمی در ژانر کمدی است که در سال ۱۹۶۷ منتشر شد. از بازیگران آن می‌توان به فؤاد مهندس و شویکار اشاره کرد.